# Nicolaes Borremans
Pour les articles homonymes, voir Borremans.
Nicolaes Borremans, né vers 1614 à Amsterdam et décédé en 1679, fut prédicateur remontrant à Nieuwkoop en 1649  et, dès 1650, à Maasland jusqu'en 1679, date à laquelle il offrit sa démission pour cause de maladie, après quoi il fut mis en retraite.
Certaines de ses poésies parurent dans l’anthologie De Bloemkrans van verscheidene gedichten door eenige liefhebbers der poezy byeenverzameld, éditée à Amsterdam en 1659.  En outre, il traduisit en néerlandais les Annales Hollandaises et Zeelandaises de Matthaeus Vossius, connues pour leur beau style latin (Historische Jaarboecken van Holland en Zeeland, éditées à Gorinchem en 1677) aussi bien que plusieurs autres travaux théologiques publiés sous le pseudonyme N.B.A, tels que les poèmes de Gerard Brandt le Jeune (De Gedichten) qu'il avait rassemblés et qui furent édités  à Rotterdam en 1640.

## Source
- Cet article est une compilation des données biographiques du site internet de la Bibliothèque numérique de la littérature néerlandaise